# David Rubinger
David Rubinger, né le 29 juin 1924 à Vienne (Autriche) et mort le 1er mars 2017 à Jérusalem (Israël), est un reporter-photographe israélien.

## Biographie

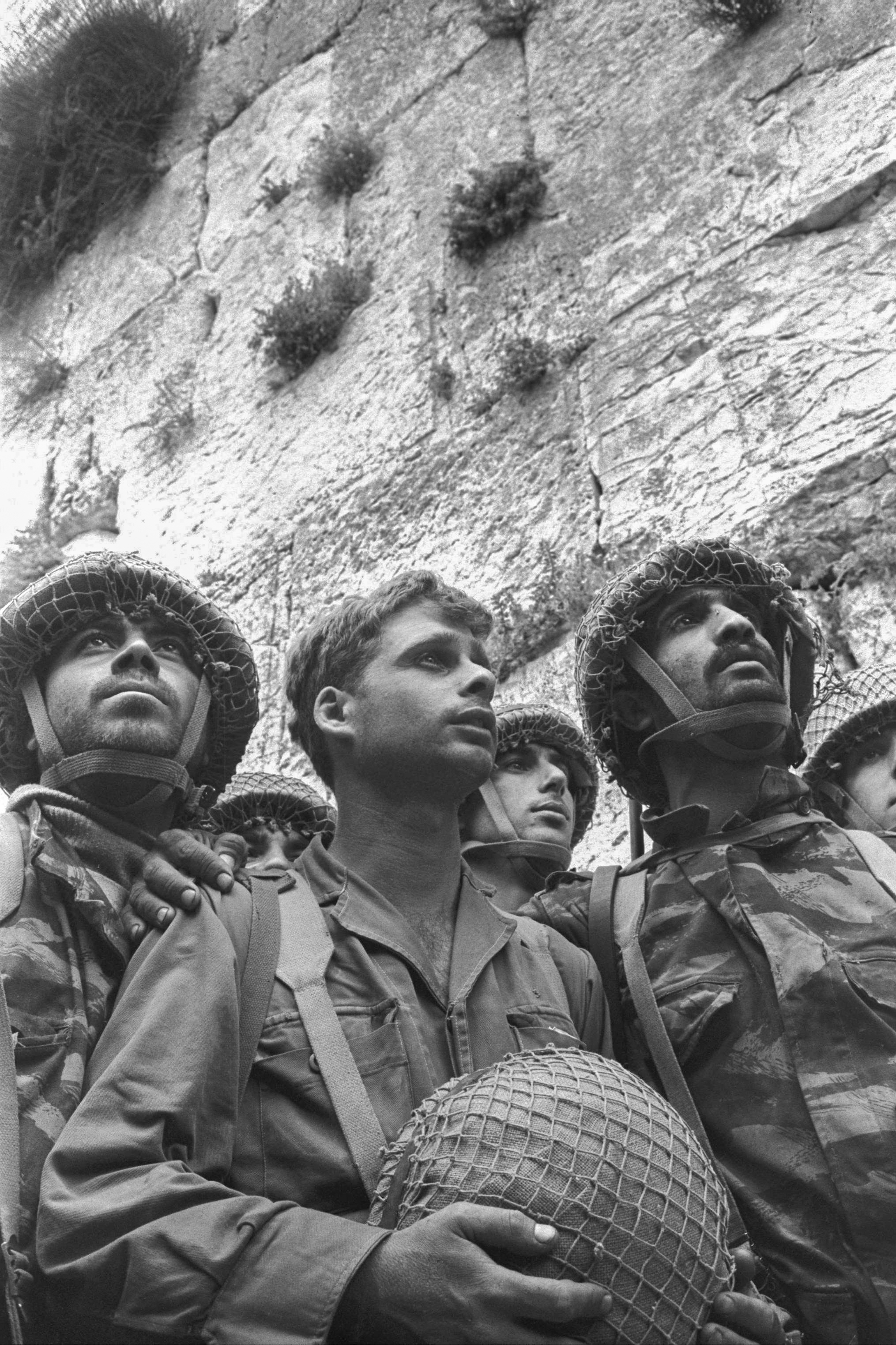
Guerre des Six Jours. Parachutistes devant le mur occidental à Jérusalem.

David Rubinger naît à Vienne en 1924. Il fuit le nazisme et émigre en Palestine, alors sous mandat britannique, en 1939.
Au cours de la Seconde Guerre mondiale, il a servi dans la Brigade juive de l’Armée britannique.
Il est célèbre pour sa photo de trois parachutistes israéliens se tenant devant le mur des Lamentations à Jérusalem lors de la guerre des Six Jours.
David Rubinger meurt le 1er mars 2017 à Jérusalem à l’âge de 92 ans.

## Distinction
- 1997 : Prix Israël, pour l’ensemble de son œuvre[2].

## Publication
- Israel Through My Lens: Sixty Years As a Photojournalist, avec Ruth Corman. Préface de Shimon Peres, 336 p., Abbeville Press, 1998  (ISBN 978-0789209283)